# 正力松太郎杯国際学生柔道大会
正力松太郎杯国際学生柔道大会（しょうりきまつたろうはいこくさいがくせいじゅうどうたいかい）は、大学生柔道による個人戦及び団体戦の正力松太郎の名を冠した国際大会。毎年1月に日本武道館で開催されていた。主催は全日本学生柔道連盟（学柔連）と読売新聞社。

## 概説
1983年1月5日～6日、個人戦と国別団体戦による第1回大会が開催され学柔連と全日本柔道連盟（全柔連）とのトラブルが表面化する。1983年1月25日、全柔連から学柔連が脱退。11月5日、全柔連から1984年の第2回大会に参加した選手、審判、役員は全柔連が主催や後援する大会、代表を派遣する国際大会には出場できなくなる旨の通知文が発行される。12月来日した国際柔道連盟(IJF)ケンパ事務総長は「全柔連が言う処分が下されたときはIJFとして処分は無効という声明を出すかもしれない」と述べた。
1992年以降、団体戦は実施されなくなる。さらに1992年以降はそれまでの毎年開催から隔年開催となる。しかし、1998年を最後に大会の幕が閉じることとなった。この大会の参加資格は大学の学籍を有していて大会開催時に17歳以上28歳未満であることだったが、一部の外国選手は以上のケースに該当しなくても主催者側の特別招待によって参加していた。また、この大会では女子の部が設けられることはなかった。

### 歴代優勝者
| 年     | 60kg以下級       | 65kg以下級         | 71kg以下級         | 78kg以下級                 | 86kg以下級                   | 95kg以下級             | 95kg超級                   | 無差別                 | 団体戦 |
| ------ | ---------------- | ------------------ | ------------------ | -------------------------- | ---------------------------- | ---------------------- | -------------------------- | ---------------------- | ------ |
| 1983年 | 木田守           | 山本洋祐           | 宮腰裕之           | 赤星陽治                   | ファビアン・カヌ             | バレリー・ディビセンコ | 正木嘉美                   | 斉藤仁                 | 日本   |
| 1984年 | パトリック・ルー | ユーリ・ソコロフ   | 塚田信哉           | 田所勇二                   | 及川幸雄                     | 須貝等                 | 堀雅人                     | アカキ・キボルザリゼ   | ソ連   |
| 1985年 | 熊本修治         | 松雪博             | 古賀元博           | ウラジーミル・シェスタコフ | ペーター・ザイゼンバッハー   | 須貝等                 | 渋谷恒男                   | 正木嘉美               | 日本   |
| 1986年 | 熊本修治         | 尹容勃             | 飛崎哲治           | 松田亮一                   | ビクトル・ポドゥブニー       | 金丸明人               | グリゴリー・ベリチェフ     | グリゴリー・ベリチェフ | ソ連   |
| 年     | 60kg以下級       | 65kg以下級         | 71kg以下級         | 78kg以下級                 | 86kg以下級                   | 95kg以下級             | 無差別                     | 団体戦                 |        |
| 1987年 | 越野忠則         | 丸山顕志           | 古賀稔彦           | 鏑木文隆                   | 村田正夫                     | 金丸明人               | ヘンリー・ストール         | ソ連                   |        |
| 1988年 | 越野忠則         | 大熊政彦           | 古賀稔彦           | バシール・ワラエフ         | 徳田真三                     | エフゲニー・ペチュロフ | エルビス・ゴードン         | ソ連                   |        |
| 1989年 | 今川義則         | 大熊政彦           | 古賀稔彦           | バシール・ワラエフ         | 山本旗六                     | エフゲニー・ペチュロフ | グリゴリー・ベリチェフ     | 日本                   |        |
| 1990年 | 安孝光           | グラム・モデバーゼ | 古賀稔彦           | 金炳周                     | ビタリー・ブデュキン         | 竹村典久               | スタニスラフ・カソエフ     | 日本                   |        |
| 1991年 | 金鐘萬           | 大幡悦雄           | 杉野健次郎         | バシール・ワラエフ         | 中村佳央                     | 賀持道明               | 養父直人                   | 日本                   |        |
| 1992年 | 木村勝範         | 斉藤武史           | 土屋好英           | バシール・ワラエフ         | アクセル・ローベンシュタイン | テオ・メイヤー         | ダヴィド・ハハレイシヴィリ | 日本                   |        |
| 年     | 60kg以下級       | 65kg以下級         | 71kg以下級         | 78kg以下級                 | 86kg以下級                   | 95kg以下級             | 95kg超級                   | 無差別                 |        |
| 1994年 | 木村勝範         | 中村行成           | 曽根由多           | 尹東植                     | ニコラス・ギル               | アンタル・コバチ       | フランク・モラー           | フランク・モラー       |        |
| 1996年 | 堤時貞           | 鄭世勲             | ウド・クエルマルツ | 中野陽一                   | イスカンデル・ハシシャ       | 金岷秀                 | 真喜志慶治                 | 窪田茂                 |        |
| 年     | 60kg以下級       | 66kg以下級         | 73kg以下級         | 81kg以下級                 | 90kg以下級                   | 100kg以下級            | 100kg超級                  | 無差別                 |        |
| 1998年 | 玄承勲           | 浅見重紀           | ジミー・ペドロ     | 塘内将彦                   | マルコ・スピットカ           | 井上智和               | 井上康生                   | 小嶋新太               |        |

### 過去の主な優勝者
オリンピックや世界選手権でメダルを獲得した選手
- 山本洋祐（1983年）
- 斉藤仁（1983年）
- 正木嘉美（1983年）
- 須貝等（1984年、1985年）
- 越野忠則（1987年、1988年）
- 村田正夫（1987年）
- 古賀稔彦（1987年 - 1990年）
- 大熊政彦（1988年、1990年）
- 中村佳央（1991年）
- 中村行成（1994年）
- 真喜志慶治（1996年）
- 井上康生（1998年）